# Brachystegia wangermeeana
Brachystegia wangermeeana là một loài thực vật có hoa trong họ Đậu. Loài này được De Wild. miêu tả khoa học đầu tiên.